# Estación Solís (Uruguay)
Estación Solís es una localidad uruguaya del departamento de Lavalleja. 

## Ubicación
La localidad se encuentra situada en la zona suroeste del departamento de Lavalleja, próximo y al norte del arroyo Solís Grande, junto a la línea de ferrocarril Montevideo-Minas, con estación en su km 104. Dicha estación fue inaugurada en 1889.

## Población
Según el censo de 2011, la localidad contaba con una población de 55 habitantes.
| 188           | 170 | 138 | 90 | 57 | 55 |
| (Fuente: INE) |     |     |    |    |    |